# José Tomás López
José Tomás López (ur. 10 grudnia 1974) – nikaraguański zapaśnik walczący w stylu wolnym. Zajął 40 miejsce na mistrzostwach świata w 2007. Trzeci na mistrzostwach panamerykańskich w 2005. Brązowy medalista igrzysk Ameryki Środkowej w 2006 i 2010 roku.